# Aquaplaning

Il segnale italiano di pericolo segnala la possibilità di perdita d'aderenza nel tratto di strada successivo.

L'aquaplaning ("slittamento sull'acqua") è un fenomeno di galleggiamento di un veicolo in movimento su uno strato d'acqua esteso su una strada.

## Definizione e conseguenze

Rappresentazione grafica dell'aquaplaning

Più precisamente si verifica quando l'acqua, tipicamente di origine piovana, è in quantità tale da non permettere una sufficiente area di contatto tra le ruote e il manto stradale, a causa di un'insufficiente profondità dei canaletti laterali del battistrada o di una loro particolare conformazione.
In questo modo si viene a creare un vero e proprio cuscino di acqua che, interponendosi tra lo pneumatico e il piano stradale, annulla l'attrito tra le due superfici con una pressione tale da sostenere il peso del mezzo di trasporto. Se ciò avviene, non si è più in grado di far rallentare o cambiare direzione al veicolo, che resta comunque soggetto alle regole della fisica, conservando la quantità di moto e la direzione che aveva al momento dell'innesco del fenomeno.
L'aquaplaning può essere parziale, quando coinvolge solo alcune delle ruote di un veicolo, generando specialmente in curva problemi di sottosterzo o sovrasterzo.

## Cause e soluzioni

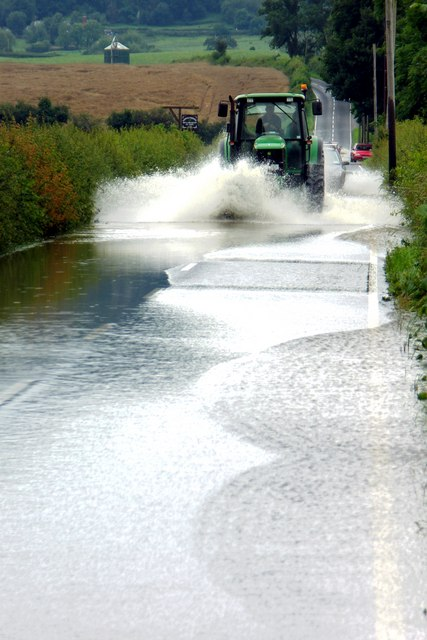
Strada con abbondante strato d'acqua

Il fenomeno dell'aquaplaning è provocato da diversi fattori:
- dalla eccessiva velocità del veicolo in relazione allo strato d'acqua, in quanto maggiore è la quantità d'acqua da espellere e più tempo serve al suo drenaggio prima di avere il contatto ruota e manto stradale;
- dalla proporzione tra la superficie di aderenza dello pneumatico e la massa del veicolo (non a caso a parità di pneumatici, il fenomeno si verifica più facilmente nei veicoli più leggeri, e allo stesso modo a parità di veicolo, il fenomeno si verifica più facilmente con pneumatici più larghi);
- dallo strato d'acqua presente sul manto stradale, fattore influenzato dalle precipitazioni atmosferiche, dalla conformazione del manto stradale e dal tipo dello stesso;
- dalle condizioni d'usura, pressione e tipo degli pneumatici usati (se questi sono molto consumati o sgonfi, l'aquaplaning si verificherà a velocità inferiori a quelle previste);[4][3]

I rimedi principali sono:
- moderazione della velocità in condizioni di pioggia o di bagnato;
- pneumatici adeguati, dotati di particolari scolpiture sui battistrada appositamente studiati per far defluire, spingendo la maggiore quantità d'acqua che si viene a trovare tra la ruota e l'asfalto (generalmente gli pneumatici studiati per i climi rigidi sono più intagliati, così come i modelli studiati appositamente per la pioggia);
- asfalti "drenanti", rivestono il manto stradale per impedire che si formino zone in cui l'acqua ristagna.
- Conformazione stradale corretta, è fondamentale che la strada non crei bacini che raccolgano l'acqua, allo stesso modo i lati della stessa devono permettere un deflusso dei liquidi nei relativi canali di drenaggio, i quali possono sfociare nelle fognature o direttamente in natura se non vi è rischio di conche naturali.

Il rischio dell'aquaplaning sussiste anche nel mondo aeronautico, sia in fase di decollo che di atterraggio del velivolo. In condizione di pista molto bagnata vengono applicate le procedure cosiddette SSW (snow slush water; in gergo dette "procedure per piste contaminate"); seguendo queste formalità, il pilota - previa comunicazione delle condizioni della pista - deve confrontare i dati ricevuti con le prestazioni del velivolo e le norme dettate dalla compagnia. Se l'analisi di queste condizioni restituirà uno spazio di frenata che rispetta i limiti di pista disponibili, allora il pilota potrà decidere di tentare un atterraggio: in caso contrario, si procederà verso un altro aeroporto. Anche in fase di decollo i piloti sono tenuti ad applicare tutti gli accorgimenti previsti per scongiurare l'aquaplaning , quali massimo flap, velocità minima, e toccata sul punto di ottimo contatto.

### Motociclette
Le motociclette beneficiano di pneumatici stretti con toppe di contatto rotonde a forma di canoa. Gli pneumatici stretti sono meno vulnerabili all'aquaplaning perché il peso del veicolo è distribuito su un'area più piccola e gli pneumatici arrotondati spingono più facilmente l'acqua da parte. Questi vantaggi diminuiscono su moto più leggere con pneumatici naturalmente larghi, come quelli della classe supersportiva. Inoltre, le condizioni di bagnato riducono la forza laterale che qualsiasi pneumatico può sopportare prima di scivolare. Mentre una scivolata in un veicolo a quattro ruote può essere corretta, la stessa scivolata su una motocicletta generalmente causerà la caduta del guidatore. Pertanto, nonostante la relativa assenza di pericolo di aquaplaning in condizioni di bagnato, i motociclisti devono essere ancora più cauti perché la trazione complessiva è ridotta dalle strade bagnate.